# Electronic communication network
ECN, anglicky: Electronic communication network, jsou elektronické trhy, obchodní transakční systémy, burzy online. Především v USA jsou ECN protipólem obchodování "na parketu".
Ačkoli jednotlivé sítě, sdílí svá obchodní data, každé ECN má jiné technické a SW možnosti, což se projeví především při podávání speciálních pokynů.

### Jednotlivé ECN
- AMEX
- ARCA
- ATD
- INET
- ISLD
- MLX
- NYSE